# Alois Nitsch
Alois Nitsch (* 6. November 1915 in Wien; † 24. Jänner 1989 in Wiener Neustadt) war ein Berufsoffizier des österreichischen Bundesheeres mit dem letzten Dienstgrad General. Von 1972 bis 1980 war er Kommandant der Theresianischen Militärakademie.

## Leben
Als Absolvent der Bundeserziehungsanstalt in der Burg in Wiener Neustadt (1926–1934) lernte er seine spätere Wirkungsstätte schon als Gymnasiast kennen. Nach der mit Auszeichnung bestandenen Matura rückte er 1934 als Einjährig-Freiwilliger des Bundesheeres zum Wiener Infanterieregiment Hoch- und Deutschmeister Nr. 4 ein. Am 1. Oktober 1935 wurde er in die Theresianische Militärakademie aufgenommen und verbrachte abermals drei Jahre in der Neustädter Burg.
Nach dem „Anschluss“ erfolgte die Übernahme der Offizieranwärter in die deutsche Wehrmacht und bereits am 1. April 1938 die Beförderung zum Leutnant. Wie die meisten jungen österreichischen Offiziere wurde er sofort in das „Altreich“ versetzt, in seinem Fall zum Infanterieregiment 92 nach Greifswald in Pommern. Am Zweiten Weltkrieg nahm er als Kompanie- und Bataillonskommandeur in Panzergrenadierverbänden teil und machte den Polen-, Frankreich- und Balkanfeldzug sowie den Krieg gegen die Sowjetunion mit. Er wurde dabei mehrfach verwundet. Während der Kämpfe an der Invasionsfront in Frankreich geriet er im August 1944 in amerikanische Kriegsgefangenschaft, aus der er im April 1946 heimkehrte.
Nach dem Krieg zunächst in der Privatwirtschaft und in der Arbeitsmarktverwaltung tätig, trat er 1955 als Rittmeister in das Bundesheer ein. Er war zunächst in der Grenzschutzabteilung und – seit März 1956 als Hauptmann – in der Ausbildungsabteilung beschäftigt. Er absolvierte 1958–1959 den 2. Generalstabskurs und wurde nach kurzer Verwendung in der Operationsabteilung des Ministeriums am 19. Februar 1962 Taktiklehrer an der Theresianischen Militärakademie. Während seiner fast zehnjährigen Lehrtätigkeit erfolgte seine Ernennung zum Kommandanten des Lehrstabes und in weiterer Folge zum stellvertretenden Akademiekommandanten. Am 1. Jänner 1972 wurde er bei gleichzeitiger Beförderung zum Generalmajor zum Kommandanten der Theresianischen Militärakademie bestellt. Während seiner Kommandoführung wurden eine Reihe von Reformen in der Offiziersausbildung in Angriff genommen. Insbesondere galt es, die Studienordnung den geänderten gesellschaftlichen Bedingungen anzupassen und das Leitbild des Offiziers an die Gegebenheiten der Umwelt des Soldaten in der Gegenwart heranzuführen. Am 30. Juni 1980 trat er als General in den Ruhestand.